# Akyazı (Ortahisar)
Akyazı ist eine Mahalle der Gemeinde Ortahisar der Provinz Trabzon.

## Geschichte
Akyazı erhielt am 30. Dezember 1993 den Status einer Gemeinde (Belediye). Am 12. November 2012 wurde bei der Gründung der Großstadtgemeinde Trabzon durch das Gesetz Nr. 6360 der Großen Nationalversammlung die Belediye Akyazı aufgelöst und Akyazı zu einer Mahalle der neu gegründeten Gemeinde Ortahisar.

## Geographie
Der Ort liegt im Westen der Provinz und einen Kilometer von der Hacı-Beşir-Brücke entfernt. Innerhalb der Ansiedlung befindet sich das Medical Park Stadyumu, welches dem Fußballverein Trabzonspor als Heimspielstätte dient.

## Entwicklung der Einwohnerzahl
| Einwohnerzahlen nach Jahren | Einwohnerzahlen nach Jahren |
| --------------------------- | --------------------------- |
| 2007                        | 3031                        |
| 2000                        | 3420                        |
| 1990                        | 2061                        |
| 1985                        | 1881                        |
| 1980                        | 1857                        |
| 1975                        | 1748                        |